# Призренски санџак
Призренски санџак (тур. Prizren Sancağı, алб. Sanxhaku i Prizrenit) је био санџак (управна јединица) Османског царства на подручју јужне Метохије и околних области. Постојао је у раздобљу од 1455. до 1912. године, са средиштем у граду Призрену. Био је у саставу Румелијског пашалука све до друге половине 19. века када је припадао прво Скадарском, потом Призренском и на крају Косовском вилајету.

## Историја
Током 1455. године, јужни делови Српске деспотовине потпали су под османску власт, након чега је дошло до поделе дотадашњег Вуковог вилајета (првобитна оманска административна јединица) на два санџака: Вучитрнски (за област Косова) и Призренски (за област Метохије). У саставу Призренског санџака тада је била и Пећка нахија, која је обухватала северни део Метохије (стара област Хвосно), али то подручје је након османског освајања Скадра (1479) прикључено новоствореном Скадарском санџаку, чиме је подручје Призренског санџака сведено првенствено на јужни део Метохије.
У време успостављања турске власти, знатну већину становништва на подручју Призренског санџака чинили су православни Срби, док су мањи део чинили етнички Власи и Арбанаси. Средином 16. века, заслугом српског патријарха Макарија I, извршена је обнова Српске патријаршије (1557) у чијем се саставу налазила и православна Призренска епархија. Према турском пописном дефтеру из 1571. године, на подручју овог санџака постојало је пет нахија: Призрен, Хоча, Жежна, Трговиште и Бихор.
Током Бечког рата (1683-1699) целокупно подручје Метохије било је захваћено ратним вихором. На вест о приближавању хабзбуршке војске, православни Срби са тог подручја одметнули су се од турске власти и пристали уз хабзбуршку војску. Српски патријарх Арсеније III је 1689. године дошао у тек ослобођени Призрен ради саветовања са аустријским војсковођама и устаничким првацима. Иако је хришћанска војска тада заузела велики део Призренског санџака, турска војска је током 1690. године успела да поврати власт у тој области.
Тада је дошло до велике одмазде над хришћанским становништвом, чиме је изазвана Велика сеоба Срба, током које је знатан део српског становништва напустио подручје Призренског санџака. Слично се поновило за време Аустријско-турског рата (1737-1739), када су многи метохијски Срби избегли зајено са српским патријархом Арсенијем IV. Истовремено са одливом српског становништва, на подрућју Призренског санџака се одвијао стални прилив Албанаца чиме је дошло до великих промена у етничкој структури те области.
Од оснивања 1455. године па све до друге половине 19. века, Призренски санџак је био у саставу Румелијског пашалука. Након разних управних промена, овај санџак је 1867. године заједно са Дебарским санџаком и Скадарским санџаком укључен у састав новоствореног Скадарског вилајета. Недуго потом, створен је посебан Призренски вилајет (1871), који је поред самог Призренског санџака обухватао и санџаке: Дебарски, Скопски и Нишки.
Све ове области су 1877. године прикључене новоствореном Косовском вилајету. Упркос знатним променама које су спроведене током 1878. године, Призренски санџак је остао у саставу Косовског вилајета. За разлику од северозападних области Косовског вилајета у којима је постојало значајно аустроугарско војно присуство, подручје Призренског санџака налатило се под потпуном турском влашћу.
Током Првог балканског рата (1912-1913), целокупно подручје Призренског санџака ослободиле су војске Србије и Црне Горе. Према међусобном споразуму, Призрен је тада припао Црној Гори, мањи део дотадашњег Призренског санџака је припао Црној Гори, док је део прикључен новоствореној Албанији. Гранична линија између Србије и Црне Горе на подручју Метохије коначно је одређена међудржавним споразумом о разграничењу, који је склопљен 12. новембра 1913. године.

## Галерија
- Српски патријарх Макарије I, обновитељ Српске патријаршије
- Српска патријаршија у 16. и 17. веку
- Српски патријарх Арсеније III, предводник Велике сеобе Срба